# 臺灣南投地方法院
23°54′02″N 120°41′19″E / 23.900678°N 120.688686°E
臺灣南投地方法院，是中華民國的三級法院之一，位於台灣南投縣，屬於普通法院，通常又被簡稱為南投地方法院、南投地院或投院。

## 沿革
現今的南投地區在台灣日治時期初期一度設有法院。1896年，台灣改行民政，台灣總督府於該年5月1日以律令第一號公布《台灣總督府法院條例》調整法院組織，該年之7月15日依該條例曾成立名為埔里社地方法院之法院，惟旋於1897年10月15日被廢止，相關司法案件由台中地方法院接管。其後終日治時期，南投地區未再有法院、出張所或法院支部之設。
1945年，二次大戰結束，國府接收台灣，今南投地區司法案件仍屬台中地方法院管轄，即使南投縣於稍晚的1950年10月15日自原台中縣（今台中市）分出獨立設縣，亦未改變。
後因司法院為落實一縣市一法院之規定，於1990年間籌設本院，1991年取得南投市現址原臺灣糖業股份有限公司土地興建本院院舍。
同年7月1日，台中地方法院於成立南投普通庭及南投、埔里2個簡易庭。
1994年4月12日本院建築竣工。同年7月1日，本院正式成立。8月1日，正式受理案件。

## 歷任院長
| 任別   | 姓名        | 任期                   | 備註                   |
| 院長   | 院長        | 院長                   | 院長                   |
| ------ | ----------- | ---------------------- | ---------------------- |
| 第一任 | 院長 黃文圝 | 1994.07.01～1996.02.09 |                        |
| 第二任 | 院長 簡朝振 | 1996.02.09～2000.06.22 |                        |
| 第三任 | 院長 蘇鳴東 | 2000.06.22～2003.04.01 |                        |
| 代理   | 院長 張國忠 | 2003.04.01～2003.05.12 | 法官兼庭長代行院長職務 |
| 第四任 | 院長 呂太郎 | 2003.05.12～2005.10.31 |                        |
| 第五任 | 院長 葉麗霞 | 2005.10.31～2009.12.30 |                        |
| 第六任 | 院長 邱志平 | 2009.12.30～2013.12.17 |                        |
| 第七任 | 院長 凃裕斗 | 2013.12.18～2015.12.27 |                        |
| 第八任 | 院長 張浴美 | 2015.12.28～2018.03.29 |                        |
| 代理   | 院長 林永祥 | 2018.03.30～2018.04.15 | 法官兼庭長代行院長職務 |
| 第九任 | 院長 黃俊明 | 2018.04.16～2022.04.05 |                        |
| 代理   | 院長 吳昆璋 | 2022.04.06~ 2022.06.26 | 法官兼庭長代行院長職務 |
| 第十任 | 院長 王邁揚 | 2022.06.27~            |                        |

## 管轄區域
| 庭區       | 管轄區域 | 備註                                                                 |
| ---------- | --- | -------------------------------------------------------------------- |
| 南投簡易庭 | 南投縣南投市 南投縣草屯鎮 南投縣竹山鎮 南投縣集集鎮 南投縣中寮鄉 南投縣名間鄉 南投縣鹿谷鄉 南投縣水里鄉 南投縣信義鄉 | 簡易庭受理第一審民、刑事訴訟簡易事件及違反社會秩序維護法案件之審理。 |
| 埔里簡易庭 | 南投縣埔里鎮 南投縣魚池鄉 南投縣國姓鄉 南投縣仁愛鄉                                                                  | 簡易庭受理第一審民、刑事訴訟簡易事件及違反社會秩序維護法案件之審理。 |

## 組織
- 院長

### 審判
- 民事庭
- 刑事庭
- 少年家事庭
- 簡易庭
- 行政訴訟庭

### 執行
- 民事執行處

### 非訟
- 非訟事件中心
- 登記處
- 公證處
- 提存所

### 公設辯護
- 公設辯護人室

### 調查保護
- 調查保護室

### 行政
- 書記處
  - 民事紀錄科
  - 刑事紀錄科
  - 少年家事紀錄科
  - 簡易紀錄科
  - 行政訴訟紀錄科
  - 民事執行紀錄科
  - 法官助理室
  - 文書科
    - 收發室
    - 閱卷室
    - 監印室
    - 檔案室
    - 圖書室

  - 研考科
  - 訴訟輔導科
  - 總務科
    - 出納室
    - 收費處
    - 贓證物庫

  - 法警室
- 人事室
- 會計室
- 統計室
- 政風室
- 資訊室

### 各委員會
- 法官自律委員會
- 考績委員會
- 甄審委員會
- 性騷擾申訴處理評議委員會
- 性騷擾申訴調查委員會

## 特色
- 本院設立於1994年，在目前的臺灣高等法院轄下的地方法院中，僅早於1995年成立的士林地方法院、1997年成立的苗栗地方法院及2016年成立的橋頭地方法院。
- 本院轄區人口為487,185人（2021年8月），是中華民國所轄人口排行第15的地方法院。

## 曾經審理之重大案件
- 林于如殺人案
- 南投葡萄催芽劑中毒案
- 旭光高中性侵害事件

## 地址
| 名稱       | 地址                            | 電話        |
| ---------- | ------------------------------- | ----------- |
| 本院       | 540240南投縣南投市中興路759號   | 049-2242590 |
| 南投簡易庭 | 551008南投縣名間鄉彰南路356-7號 | 049-2239550 |
| 埔里簡易庭 | 545008南投縣埔里鎮南環路640號   | 049-2995544 |